# 上海多媒體谷
上海多媒體谷是位於中華人民共和國上海市靜安區廣中西路大寧靈石公園附近的一個商務區。其东起北宝兴路、广中路、共和新路，西到彭越浦、灵石路、沪太路，南邻洛川路，北至走马塘，占地约八平方公里。
園區共分三期建設。園區於2002年8月22日揭牌。2004年，上海多媒体产业大厦竣工并投入使用。至2005年底，园区一期工程完成建筑面积6.5万平方米，入驻企业近50家，主要从事软件开发、影视制作、多媒体应用等領域。同年，上海市闸北区政府与清华大学共同组建了上海多媒体谷投资有限公司，负责园区的建设、运营和管理。2007年1月16日，二期工程奠基儀式舉行。2008年，上海多媒体谷被纳入“国家级高新技术基地”。同年，華清大廈、啟迪大廈竣工。

## 外部連結
- 官方网站